# Guttus

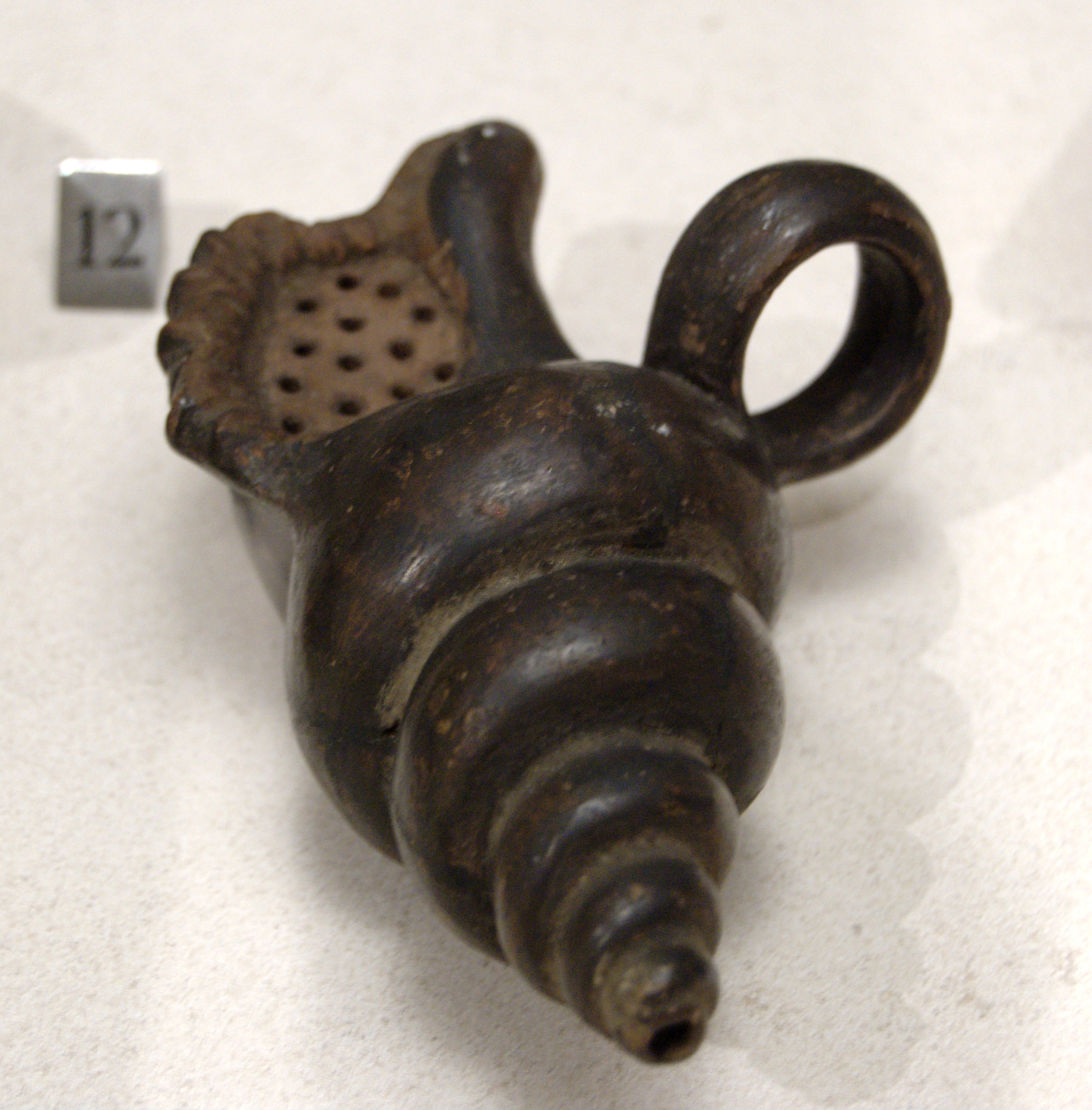
Apulischer Guttus in Form einer Muschel, 2. Hälfte des 4. Jahrhunderts v. Chr.

Als Guttus (Plural Gutti, von lateinisch gutta ‚Tropfen‘) bezeichnet man in der Klassischen Archäologie eine Form der griechischen Keramik.

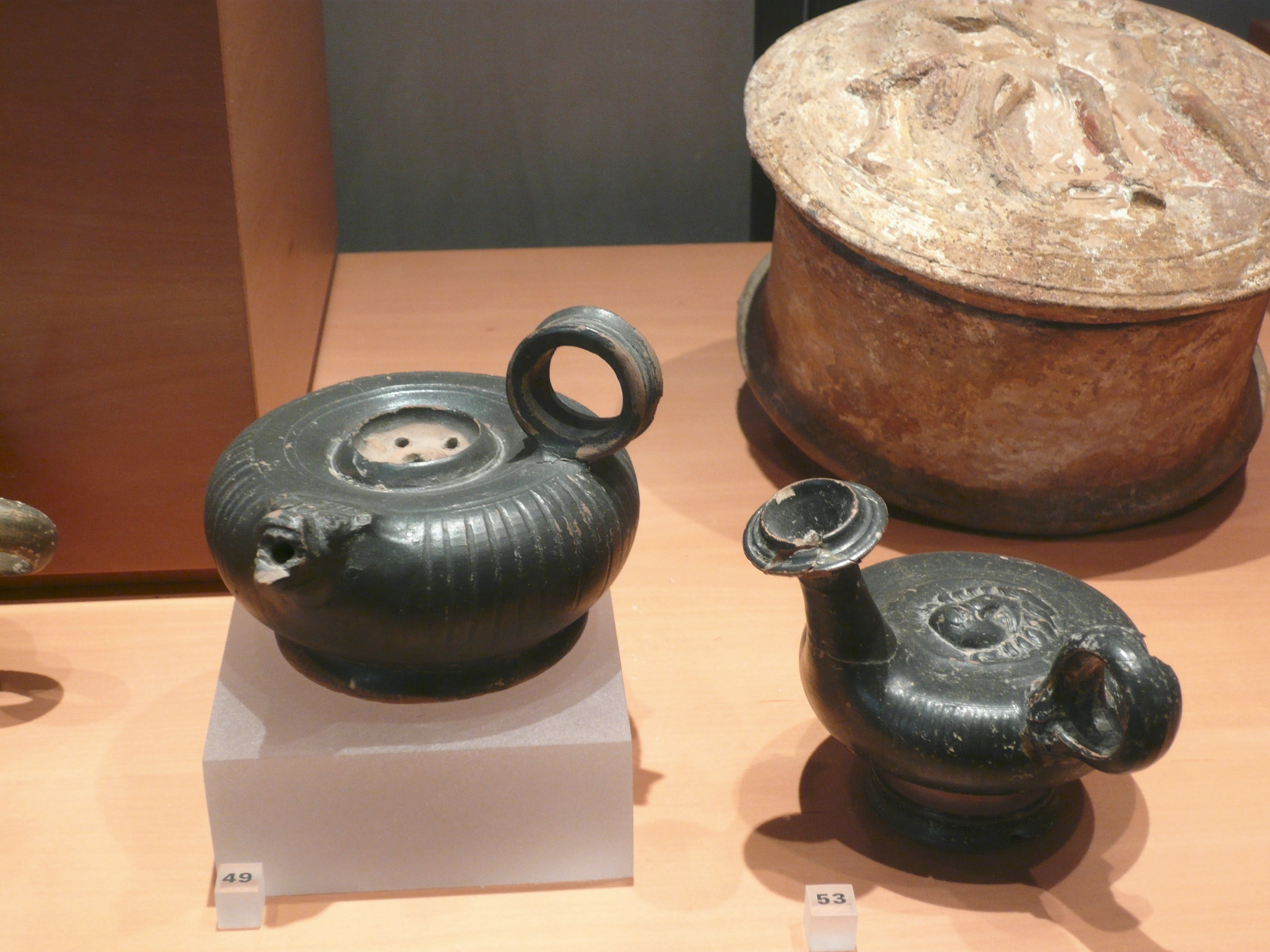
Zwei Schwarzgefirniste-Gutti, um 400/350 v. Chr.

Ein Guttus war im antiken Griechenland ein Gefäß zum tropfenweisen Ausgießen von Flüssigkeiten. Es wurde aus verschiedenen Materialien hergestellt und diente als Opferkanne bei Flüssigkeitsspenden und zum Ausgießen geringer Mengen Öls oder Wassers. Die genauen Formen und das Aussehen des mit dem lateinischen Begriff benannten Gefäßes sind nicht überliefert, doch wird in der modernen Archäologie mit dem Begriff eine kleine dosenförmige Kanne mit halben Tragehenkel und einem kleinen, am oberen Rand befestigten kurzen rohrförmigen Ausguss verbunden. Im Allgemeinen handelt es sich dabei um hellenistisch-unteritalische enghalsige Spendenkannen, in denen wohl Öl aufbewahrt wurde. Sie haben auf dem Rücken einen Ringhenkel und sind in der Mitte des Rückens häufig mit einem Reliefbild verziert. Die Ausgusstülle hat im Allgemeinen eine trompetenförmige Mündung. Es sind auch figürliche Formen bekannt.
Bei Gutti soll es sich auch um frühe Saugflaschen für die künstliche Säuglingsernährung handeln. Die ältesten vorhandenen Gutti befinden sich heute im Muzeul de Istorie Națională și Arheologie Constanța an der Piazza Ovid. In Heinrich Brünings Buch zur Geschichte der Künstlichen Säuglingsernährung sind Gutti beschrieben, aber keine so alten wie die aus dem Museum von Konstanza. Sie stammen aus dem 1. bis 3. Jahrhundert nach Christus.